# میکیتا سیتنیکوف
میکیتا سیتنیکوف (اوکراینی: Микита Олегович Ситников؛ زادهٔ ۲۳ ژوئن ۲۰۰۴) بازیکن فوتبال اهل اوکراین است.
وی همچنین در تیم ملی فوتبال Ukraine U16 بازی کرده‌است.